# Országúti bosszú
Az Országúti bosszú (eredeti cím: The Rover) 2014-ben bemutatott ausztrál-amerikai disztopikus filmdráma Guy Pearce és Robert Pattinson főszereplésével.
A filmet a magyarországi mozikban vetítették, magyar szinkronos és feliratos DVD változatban megjelent.

## Cselekmény
|  | Alább a cselekmény részletei következnek! |

A film a közeli jövőben, tíz évvel a történet szerinti általános gazdasági összeomlás után játszódik. Ausztrália belső, sivatagos vidékén, az Outbacken már megszűnt a kormányzat hatalma. A civilizáció gyors ütemben hanyatlik, az egykor békés vidéken  fegyveres bandák garázdálkodnak. Általános az áruhiány, az ausztrál dollár semmit sem ér, akárcsak az emberélet.
Egy isten háta mögötti porfészekben álló végtelenségig lepukkant kocsmába egy Eric nevű hallgatag férfi tér be egy italra, kocsija a kocsma előtt áll. Míg bent iszik, a kocsma előtt egy kisebb balesetet szenvedett és éppen elakadt terepjáró áll meg. Gyanús utasai meglátják az ő kocsiját, feltörik és azonnal elszáguldanak vele.
Eric azonnal a nyomukba indul az otthagyott terepjárón, amit sikerül kihintáztatnia az elakadásból. Egy autós üldözés során utoléri őket. Közli, ő csak a kocsit akarja vissza, ha nem megy szépszerével, akkor erőszakkal. Verekedés kezdődik, aminek során leütik, de életben hagyják.
Magához térve a rablók után indul. Egy furcsa, út menti tanyafélére érkezve megpróbál fegyvert venni egy árustól. Miután nem sikerül az árban megegyezni, szó nélkül lelövi az eladót, majd tovább keresi a rablókat.
Egy másik elhagyatott helyen összeakad a rablók egyikének még korábban otthagyott, megsebesült testvérével, a kissé gyengeelméjű Rey-jel. Itt derül ki, hogy tűzharcba keveredtek egy katonai járőrrel, ezért kellett menekülniük. Eric meg akarja tudni tőle, hogy a rablók merre mentek. Rey el is árulja, hogy tudja a település nevét, de a pontos helyet csak akkor mutatja meg, ha a férfi magával viszi és mindketten ott lesznek, ezután a sérülése miatt elájul. A férfit ugyan nem nagyon érdekli Rey sorsa, de szüksége van az információra, ezért elviszi orvoshoz.
A legközelebbi orvos több tucat kilométerre található egy tanyán, egy teljesen önellátó életmódra tért orvosnő személyében, aki ingyen segít neki. Másnap kínai banditák támadják meg a tanyát. A doktornő segítőjét azonnal lelövik,  de őket meg Eric lövi le. Ő és a bekötözött Rey továbbállnak. Az estét egy még működő, lerobbant motelben töltik, ahol lassan összebarátkoznak. Eric elmondja Rey-nek, hogy a testvére sebesülten a sorsára hagyta, tehát nincs miért hálás lennie neki.
Reggel a motelszobában éppen egyedül lévő Rey kopogtatást hall, azt hiszi üldözők jönnek, belelő az ajtóba, ám kiderül, hogy egy kislány állt a túlfelén, aki meghal. Egy kiérkező katonai járőr tűz alá veszi a motelszobát Rey elfogására, a kintről érkező Eric viszont szó nélkül agyonlövi a katonát. Innen is menekülniük kell.
Ericet végül elfogják, beviszik egy néhány fős és rosszul őrzött bázisra azzal, hogy a törvény kezére adják, bár azonnal ki is végezhetnék. Az addigra jól felfegyverzett Rey kintről beoson, majd egyenként lelövi a bázis néhány katonáját és kiszabadítja a férfit. Újra ketten vándorolnak tovább, Eric a kocsit, Rey az őt sorsára hagyó testvérét keresve.
Végül rátalálnak a házra, ahol a banditákat álmukban lepik meg. A két testvér egymásra pisztolyt fogva beszéli meg a dolgokat. Rey számon kéri az otthagyatását, testvére azzal védekezik, hogy halottnak gondolták. Az első lövés után tűzharc tör ki, Rey golyót kap testvérétől és meghal, ezután Eric mindhárom útonállóval végez, csak egy, az ügyben nem érintett öregnek kegyelmez meg. A testeket egy halomba gyűjti, lelocsolja benzinnel, majd felgyújtja.
A férfi következő állomása egy kietlen mező. Elővesz egy tábori ásót, majd kinyitja a csomagtartót. Ekkor derül ki, miért akarta annyira vissza az ócska kocsit. A csomagtartóban pokrócba tekerve egy elpusztult kutya van, a mindenét már rég elveszített férfi egyetlen és utolsó társa. A férfi elkezd ásni, hogy megtegye az utolsó dolgot, ami számára még fontos ebben a szétesett világban.
|  | Itt a vége a cselekmény részletezésének! |

## Forgatási helyszínek
A film több külső jelenetét a Flinders Ranges hegység területén forgatták, Dél-Ausztrália államban. A filmben látható Marree sivatagi település, a Leigh Creek-i szénbánya, valamint az elhagyatott Hammond kísértetváros. Egy helyen feltűnik a Leigh Creek és Port Augusta között közlekedő, több kilométer hosszú szénszállító vonat.

## A járművek
- Eric elrabolt autója egy ausztrál gyártmányú 2006-os Holden Commodore [VE]
- Az útonállók terepjárója egy ausztrál gyártmányú 2008-as Holden Colorado [RC]
- A katonák járműve AM General HMMWV M1025 terepjáró.

## Szereplők
- Guy Pearce – Eric, a hallgatag férfi
- Robert Pattinson – Rey, kissé gyengeelméjű fiatalember, az egyik útonálló öccse
- David Field – Archie, az útonálló banda vezére
- Richard Green – boltos, puskával a kezében
- Gillian Jones – kötögető és teázgató nagymama
- Susan Prior – doktornő
- Anthony Hayes – az Ericet kihallgató katonatiszt
- Jamie Fallon – törpe, egykor cirkuszos volt, most fegyverkereskedő
- Jack Mayo – benzinkutas

## A film zeneanyaga
- Savy Heng and James Cecil – Meak Mer Nov Odor Meanchhey
- Gabby La La – Backpack
- Tortoise – Four-Day Interval
- Tortoise – Djed
- Frances-Marie Utti – Trilogy – The Three Ages of Man: Memories
- Colin Stetson – Time Is Advancing With Fitful Irregularity
- Robert Black – Ko-Tha ' Three Dances of Shiva' (1967) – Transcription for Double Bass
- Colin Stetson – Awake On Foreign Shores
- The Ink Spots – Do I Worry?
- William Basinski – Variation VI. Variation V
- Sam Petty – (No) Vacancy
- Pattie Rosemon – I Heard the Voice of Jesus Say (feat. Frank Rosemon & Odie Rosemon)
- Keri Hilson – Pretty Girl Rock
- Sam Petty – Deja-Vu
- Matthias Loibner – Crystal Waters
- Sam Petty – Two Themes for Rev

## Mozielőzetes
- https://www.youtube.com/watch?v=ChM2icbWo9w